# Vitalius paranaensis
Vitalius paranaensis là một loài nhện trong họ Theraphosidae.
Loài này thuộc chi Vitalius. Vitalius paranaensis được miêu tả năm 2001 bởi Bertani.